# التهاب الجلد التماسي البروتيني
التهاب الجلد التماسي البروتيني (بالإنجليزية: Protein contact dermatitis)‏ هي حالة جلدية، تصف الحالة تفاعلا إكزيميا تصيب المتعاملين من الأغذية بسبب مواد تحتوي على البروتين.